# Табера (Молдова)
Табера (рум. Tabăra) — село в Оргіївському районі Молдови. Входить до складу комуни, адміністративним центром якої є село Ватіч.

## Населення
За даними перепису населення 2004 року у селі проживали 1024 особи.
Національний склад населення села:
| Національність   | Кількість осіб | Відсоток   |
| ---------------- | -------------- | ---------- |
| молдавани румуни | 986 28         | 96,3% 2,7% |
| росіяни          | 8              | 0,8%       |
| українці         | 1              | 0,1%       |
| гагаузи          | 1              | 0,1%       |
| Всього           | 1024           | 100%       |